# Котенко, Сергей Леонидович
Сергей Леонидович Котенко (16 июля 1967, Гайсин, Винницкая область, Украинская ССР, СССР — 9 марта 2022, под Запорожье, Украина) — Полковник Вооружённых сил Украины, участник российско-украинской войны. Герой Украины (16 марта 2022 года, посмертно).

## Биография
Сергей Котенко родился 16 июля 1967 года в городе Гайсин, Винницкой области.
В 1989 году окончил Каменец-Подольское высшее военное инженерное командное училище. Проходил службу на инженерных должностях, был направлен на службу в Мирный в Якутии. С 1992 года проживал с семьёй в Гайсине. Был командиром взвода, возглавлял обучающий курс. Прослужил в армии 22 года.
В 2014—2015 годах возглавлял Гайсинскую РГА, впоследствии вернулся на военную службу.
Командир батальона 9 ОМПБ «Винницкие скифы». Участвовал в АТО и операции Объединённых сил на востоке Украины. Военный позывной — «Ратибор». Со своим батальоном принимал участие в боях за Попасную Луганской области (2015—2016), Водяное Донецкой области (2017—2018), Станицу Луганская Луганской области (2019—2020) и рядом с Светлодарском Донецкой области (2020—2021).
С 24 февраля 2022 года участник вторжения России на Украину. По заявлению Офиса президента Украины благодаря ему было уничтожено несколько колонн вражеской техники.
Погиб 9 марта 2022 года в бою под Запорожьем. Похоронен 11 марта в городе Гайсин Винницкой области. За два дня до этого, в боях под Николаевом, был убит его брат — Александр Котенко, служивший в батальоне «Айдар».

## Награды
- звание «Герой Украины» с орденом «Золотая Звезда» (2022, посмертно) — За личное мужество и героизм, проявленные в защите государственного суверенитета и территориальной целостности Украины, верность воинской присяге[3].
- орден Богдана Хмельницкого III степени (2019) — За значительные личные заслуги в защите государственного суверенитета и территориальной целостности Украины, гражданское мужество, самоотверженность в отстаивании конституционных основ демократии, прав и свобод человека, весомый вклад в культурно-образовательное развитие государства, активную волонтерскую деятельность[4].

## Память
- 29 апреля 2022 года решением Винницкого городского совета были переименованы: улица Кутузова на улицу Братьев Котенков; переулок Кутузова на переулок Братьев Котенков[5].